# Жермена де Фуа
Жермена де Фуа (исп. Germana de Foix; 1488, Мазер — 15 октября 1536, Лирия, Валенсия) — внучатая племянница и вторая жена арагонского короля Фердинанда II Католика. Отец — Жан де Фуа, граф д’Этамп, виконт Нарбоннский; мать — Мария Орлеанская, сестра Людовика XII. Брат — Гастон де Фуа, герцог де Немур, известный французский полководец. Двоюродная сестра — Анна Бретонская, жена двух французских королей.

## Наваррское наследство
После смерти Карла Вианского в 1461 году его младший брат Фердинанд Католик не оставлял надежд на присоединение к своим владениям Наварры, отошедшей вместе с рукой его сестры Элеоноры в дом Фуа. В 1483 году юный Франциск Феб де Фуа был отравлен, и его дядя Жан де Фуа объявил себя наследником наваррской короны. В стране вспыхнула гражданская война.
Фердинанд Католик после смерти своей жены Изабеллы (в 1504 году) решил воспользоваться распрей и договорился с французским королём о браке с Жерменой де Фуа, которая королю Франции приходилась родной племянницей, а Фердинанду — внучатой (он был единокровным братом её бабушки). По условиям договора, заключённого в Блуа, в случае рождения у Жермены наследника мужского пола французский король уступал ему свои (достаточно призрачные) права на Неаполь и Иерусалим. Брачный контракт был оформлен в замке Блуа 19 октября 1505 года.
Фердинанд очень надеялся на рождение наследника и регулярно прибегал к любовным зельям, однако единственный сын Жермены Хуан Жиронский умер через несколько часов после рождения. Если бы этого не произошло, Хуан как наследник мужского пола унаследовал бы арагонскую корону, которую Фердинанд не желал уступать нелюбимому зятю Филиппу Красивому. В этом случае удалось бы избежать объединения Кастилии и Арагона в единое Испанское королевство.
В 1512 году, клеветой добившись отлучения наваррского короля Иоанна от церкви и прикрываясь правами Жермены на наследование Наварры, Фердинанд аннексировал часть Наварры, расположенную южнее Пиренеев. Парадокс состоял в том, что права Жермены были мотивированы именно невозможностью наследования наваррской короны по женской линии (салический закон).

## Второй и третий браки
После смерти Фердинанда в Испанию прибыл новый король — его 17-летний внук Карлос. В честь своей 29-летней «бабушки», Жермены де Фуа, он устроил турниры и ристания. Современники отмечают, что двое хорошо поладили друг с другом. Когда у Жермены родилась дочь Изабелла, пошли слухи, что её отец — юный король.
Во избежание скандала Карлос поспешил приискать вдовствующей королеве мужа. Выбор пал на маркграфа Иоганна Бранденбург-Ансбахского. После заключения брака (июнь 1519 года) новобрачные переехали из Барселоны в Валенсию в качестве наместников земель Валенсийской короны. Там Жермена жестоко подавила Братское восстание каталонцев; её рукой подписаны десятки смертных приговоров.
После смерти мужа в 1525 году Жермена вступила в третий (также бездетный) брак с герцогом Калабрийским — старшим сыном неаполитанского короля Федериго, которого в своё время сместил с престола Фердинанд Католик.